# Ik zou je in een doosje willen doen
Ik zou je in een doosje willen doen is een liedje gezongen door Donald Jones. De titel werd in de loop der jaren steeds verder aangepast aan de eerste regel: Ik zou je het liefste in een doosje willen doen. Het laatste refrein werd overigens gezongen als "Ik zou je het allerliefste in een doosje willen doen".

## Achtergrond
De tekst van het lied is geschreven door Annie M.G. Schmidt, de muziek door Cor Lemaire. Het werd (in 1959) gezongen in de televisieserie Pension Hommeles waarin Donald Jones de rol van 'Dinky' speelde. Donald Jones was al enigszins bekend dankzij zijn optreden in Tingel Tangel, maar Pension Hommeles zorgde voor zijn doorbraak. Jones in de gedaante van 'Dinky' zong het voor Klaartje Binnendijk, gespeeld door Roekie Aronds.
In 1959 kwam een ep onder Philips PE 422 314 uit met de titel Donald 'Dinky' Jones zingt liedjes uit "Pension Hommeles" waarop vier titels:
- A1. Ik zou je in een doosje willen doen
- A2. Er was een meisje
- B1. Regenliedje
- B2. Christmas in New York

In 1963 verschenen de A1 en A2 als losse single onder Philips 318 870 PF. Deze uitgifte kwam waarschijnlijk tot stand in verband met de populariteit van een andere serie waarin Donald Jones toen speelde: Mik & Mak.
Er zijn covers bekend van Henk van Ulsen (album: Met 't oog op kleinkunst, 1967) en André van Duijn (album: Onvergetelijke liedjes, 1985).